# Olympische Sommerspiele 1952/Teilnehmer (Bulgarien)
| Gelbes Symbol für Goldmedaillen mit stilisierten Olympischen Ringen | Graues Symbol für Silbermedaillen mit stilisierten Olympischen Ringen | Braundes Symbol für Bronzemedaillen mit stilisierten Olympischen Ringen |
| ------------------------------------------------------------------- | --------------------------------------------------------------------- | ----------------------------------------------------------------------- |
| —                                                                   | —                                                                     | 1                                                                       |

Bulgarien nahm an den Olympischen Sommerspielen 1952 in der finnischen Hauptstadt Helsinki mit 63 Sportlern, 9 Frauen und 54 Männern, an 34 Wettkämpfen in acht Sportarten teil.
Seit 1896 war es die fünfte Teilnahme eines bulgarischen Teams an Olympischen Sommerspielen.
Jüngster Athlet war die Turnerin Iwanka Dolschewa (16 Jahre und 317 Tage), ältester Athlet der Sportschütze Christo Schopow (40 Jahre und 196 Tage).

## Flaggenträger
Der Boxer Boris Nikolow trug die Flagge Bulgariens während der Eröffnungsfeier im Olympiastadion.

## Medaillengewinner
Mit einer gewonnenen Bronzemedaille belegte das bulgarische Team Platz 40 im Medaillenspiegel.

### Bronze
| Boris Nikolow | Boxen | Mittelgewicht |

## Teilnehmer nach Sportarten

### Basketball
- Christo Dontschew, Ilija Georgiew, Konstantin Georgiew, Gencho Khristow, Anton Kusow, Wasil Manchenko, Nejcho Nejchew, Iwan Nikolow, Georgi Panow, Wesselin Penkow, Wladimir Sawow, Kiril Semow, Petar Shishkow und Konstantin Totew
Qualifikationsrunde, Gruppe B: mit zwei Siegen und einer Niederlage für die Hauptrunde qualifiziert
65:64-Sieg gegen  Finnland
52:44-Sieg gegen  Mexiko
46:74-Niederlage gegen die  Sowjetunion
Hauptrunde: mit drei Siegen und zwei Niederlagen für die Viertelfinalspiele qualifiziert
62:56-Sieg gegen  Kuba
69:58-Sieg gegen die  Schweiz
Viertelfinale
67:58-Sieg gegen  Frankreich
54:62-Niederlage gegen  Uruguay
56:100-Niederlage gegen  Argentinien
Spiele um die Plätze 5 bis 8
60:53-Niederlage gegen  Chile
58:44-Sieg gegen  Frankreich
Rang sieben

### Boxen
Federgewicht (bis 57 kg)
- Georgi Malezanow
Runde 1: Niederlage gegen János Erdei aus Ungarn durch Punktrichterentscheidung (1:2)

Leichtgewicht (bis 60 kg)
- Ljubomir Markow
Runde 1: Niederlage gegen Hans Werner Wohlers aus Deutschland durch Punktrichterentscheidung (0:3)

Halbmittelgewicht (bis 71 kg)
- Petar Spassow
Runde 1: Sieg gegen Bernard Foster aus Großbritannien durch Punktrichterentscheidung (2:1)
Runde 2: Sieg gegen Pentti Kontula aus Finnland durch Punktrichterentscheidung (3:0)
Viertelfinale: Niederlage gegen László Papp aus Ungarn durch Punktrichterentscheidung (0:3)
Rang 5

Mittelgewicht (bis 75 kg)
- Boris Nikolow
Runde 1: Sieg gegen Alfred Stuermer aus Luxemburg 3:0
Runde 2: gegen Terry Gooding aus Großbritannien durchgesetzt (2:1)
Viertelfinale: Sieg gegen Dieter Wemhöner aus Deutschland durch Punktrichterentscheidung (3:0)
Halbfinale: Niederlage gegen Vasile Tiță aus Rumänien durch Punktrichterentscheidung (0:3)
Rang 3

### Fußball
- Boris Apostolow, Petar Argirow, Stefan Boschkow, Georgi Eftimow, Krum Janew, Iwan Kolew, Manol Manolow, Dimitar Milanow, Panajot Panajotow, Trajcho Petkow, Apostol Sokolow
- nicht eingesetzt: Kostadin Blagoew, Lasar Christow, Todor Kapralow, Georgi Kekemanow, Minko Mintschew, Iwan Nikolow, Gawril Stojanow, Iwan Trendafilow, Atanas Zanow
- Trainer: Krum Milew
Vorrunde: 1:2-Niederlage nach Verlängerung gegen das Team der  Sowjetunion
15. Juli 1952, Arto Tolsa Areena in Kotka, 10.637 Zuschauer; Tor: Iwan Kolew

### Leichtathletik

#### Männer
100 m
- Angel Gawrilow
Vorläufe: in Lauf 6 (Rang 4) in 11,1 s (handgestoppt) bzw. 11,29 Sekunden (elektronisch) nicht für die Viertelfinalläufe qualifiziert
- Angel Kolew
Vorläufe: in Lauf 2 (Rang 2) mit 10,9 s (handgestoppt) bzw. 11,01 s (elektronisch) für die Viertelfinalläufe qualifiziert
Viertelfinale: in Lauf 1 nach Fehlstart disqualifiziert

200 m
- Angel Kolew
Vorläufe: in Lauf 17 (Rang 2) mit 22,0 s (handgestoppt) bzw. 22,24 s (elektronisch) für die Viertelfinalläufe qualifiziert
Viertelfinale: in Lauf 4 (Rang 3) mit 21,8 s (handgestoppt) bzw. 22,07 s (elektronisch) nicht für die Halbfinalläufe qualifiziert

Dreisprung
- Nikola Dagorow
Qualifikation, Gruppe A: 13,82 m, Rang 16, Gesamtrang 30, nicht für das Finale qualifiziert
1. Versuch: 13,39 m
2. Versuch: 12,16 m
3. Versuch: 13,82 m

#### Frauen
100 m
- Zwetana Berkowska
Vorläufe: in Lauf 1 (Rang 2) mit 12,2 s (handgestoppt) bzw. 12,43 s (elektronisch) für die Viertelfinalläufe qualifiziert
Viertelfinale: in Lauf 1 (Rang 6) mit 12,3 s (handgestoppt) bzw. 12,60 s (elektronisch) nicht für die Halbfinalläufe qualifiziert

200 m
- Zwetana Berkowska
Vorläufe: in Lauf 1 (Rang 3) mit 25,2 s (handgestoppt) bzw. 25,49 s (elektronisch) nicht für die Halbfinalläufe qualifiziert

### Radsport
Bahn
4000 m Mannschaftsverfolgung
- Dimitar Bobzew, Bojan Kozew, Miltscho Russew und Ilija Weltschew
Qualifikation: 5:08,2 min (+18,4 s), Rang 16, nicht für das Finale qualifiziert

Straßenrennen (190,4 km)
Einzelwertung
- Petar Dimitrow Georgiew
5:24:34,0 h, Rang 46
- Bojan Kozew
Rennen nicht beendet
- Miltscho Russew
Rennen nicht beendet
- Ilija Weltschew
Rennen nicht beendet

Mannschaftswertung
- Petar Georgiew, Bojan Kozew, Milcho Rusew und Ilija Velchew
Rennen nicht beendet

### Reiten
Vielseitigkeit Einzel
- Raschko Fratew
Wettkampf nicht beendet
Dressur: 156,20 Minuspunkte, Rang 38
Geländeritt: disqualifiziert
Springen: nicht angetreten
- Krastjo Gochew
Wettkampf nicht beendet
Dressur: 172,80 Minuspunkte, Rang 48
Geländeritt: disqualifiziert
Springen: nicht angetreten
- Stojan Rogachew
Wettkampf nicht beendet
Dressur: 178,50 Minuspunkte, Rang 53
Geländeritt: disqualifiziert
Springen: nicht angetreten

Vielseitigkeit Mannschaft
- Rashko Fratew, Krastjo Gochew und Stojan Rogachew
Wettkampf nicht beendet
Dressur: 507,50 Minuspunkte, Rang 17
Geländeritt: Wettkampf nicht beendet
Springen: nicht angetreten

### Schießen
Freie Scheibenpistole
- Nikolaj Khristozow
Finale: 500 Ringe, Rang 41
Runde 1: 85 Ringe, Rang 33
Runde 2: 88 Ringe, Rang 20
Runde 3: 81 Ringe, Rang 45
Runde 4: 81 Ringe, Rang 40
Runde 5: 78 Ringe, Rang 45
Runde 6: 87 Ringe, Rang 27
- Stojan Popow
Finale: 517 Ringe, Rang 26
Runde 1: 88 Ringe, Rang 16
Runde 2: 86 Ringe, Rang 25
Runde 3: 87 Ringe, Rang 24
Runde 4: 85 Ringe, Rang 28
Runde 5: 88 Ringe, Rang 25
Runde 6: 83 Ringe, Rang 42

Schnellfeuerpistole
- Georgi Keranow
Finale: 561 Ringe, 60 Treffer, Rang 17
Runde 1: 278 Ringe, 30 Treffer, Rang 23
Runde 2: 283 Ringe, 30 Treffer, Rang 17
- Todor Stanchew
Finale: 552 Ringe, 60 Treffer, Rang 25
Runde 1: 276 Ringe, 30 Treffer, Rang 27
Runde 2: 276 Ringe, 30 Treffer, Rang 26

Tontaubenschießen
- Iwan Iwanow
Finale: 182 Punkte, Rang 16
Runde 1: 92 Punkte, Rang 11
Runde 2: 90 Punkte, Rang 23

### Turnen

#### Männer
Einzelmehrkampf
- Nikolaj Atanassow
Finale: 101,95 Punkte (50,80 Punkte Pflicht – 51,15 Punkte Kür), Rang 96
Barren: 16,95 Punkte (8,65 Punkte Pflicht – 8,30 Punkte Kür), Rang 121
Bodenturnen: 15,25 Punkte (7,00 Punkte Pflicht – 8,25 Punkte Kür), Rang 154
Pferdsprung: 17,90 Punkte (8,85 Punkte Pflicht – 9,05 Punkte Kür), Rang 100
Reck: 16,65 Punkte (8,20 Punkte Pflicht – 8,45 Punkte Kür), Rang 114
Ringe: 17,95 Punkte (9,15 Punkte Pflicht – 8,80 Punkte Kür), Rang 72
Seitpferd: 17,25 Punkte (8,95 Punkte Pflicht – 8,30 Punkte Kür), Rang 82
- Dimitar Jordanow
Finale: 105,65 Punkte (51,85 Punkte Pflicht – 53,80 Punkte Kür), Rang 68
Barren: 18,05 Punkte (8,90 Punkte Pflicht – 9,15 Punkte Kür), Rang 65
Bodenturnen: 17,25 Punkte (8,60 Punkte Pflicht – 8,65 Punkte Kür), Rang 92
Pferdsprung: 18,10 Punkte (9,05 Punkte Pflicht – 9,05 Punkte Kür), Rang 83
Reck: 18,25 Punkte (9,10 Punkte Pflicht – 9,15 Punkte Kür), Rang 48
Ringe: 18,45 Punkte (9,20 Punkte Pflicht – 9,25 Punkte Kür), Rang 38
Seitpferd: 15,55 Punkte (7,00 Punkte Pflicht – 8,55 Punkte Kür), Rang 116
- Wasil Konstantinow
Finale: 106,25 Punkte (52,45 Punkte Pflicht – 53,80 Punkte Kür), Rang 65
Barren: 17,90 Punkte (8,95 Punkte Pflicht – 8,95 Punkte Kür), Rang 74
Bodenturnen: 17,35 Punkte (8,30 Punkte Pflicht – 9,05 Punkte Kür), Rang 88
Pferdsprung: 17,85 Punkte (9,00 Punkte Pflicht – 8,85 Punkte Kür), Rang 102
Reck: 16,90 Punkte (8,55 Punkte Pflicht – 8,35 Punkte Kür), Rang 104
Ringe: 18,65 Punkte (9,15 Punkte Pflicht – 9,50 Punkte Kür), Rang 29
Seitpferd: 17,60 Punkte (8,50 Punkte Pflicht – 9,10 Punkte Kür), Rang 65
- Nikolaj Milew
Finale: 103,85 Punkte (52,95 Punkte Pflicht – 50,90 Punkte Kür), Rang 77
Barren: 17,90 Punkte (9,15 Punkte Pflicht – 8,75 Punkte Kür), Rang 74
Bodenturnen: 16,75 Punkte (8,60 Punkte Pflicht – 8,15 Punkte Kür), Rang 112
Pferdsprung: 16,70 Punkte (7,65 Punkte Pflicht – 9,05 Punkte Kür), Rang 151
Reck: 16,05 Punkte (9,05 Punkte Pflicht – 7,00 Punkte Kür), Rang 129
Ringe: 18,25 Punkte (9,10 Punkte Pflicht – 9,15 Punkte Kür), Rang 58
Seitpferd: 18,20 Punkte (9,40 Punkte Pflicht – 8,80 Punkte Kür), Rang 37
- Stojan Stojanow
Finale: 63,10 Punkte (55,45 Punkte Pflicht – 7,65 Punkte Kür), Rang 182
Barren: 9,15 Punkte (9,15 Punkte Pflicht), Rang 181
Bodenturnen: 8,95 Punkte (8,95 Punkte Pflicht), Rang 179
Pferdsprung: 9,20 Punkte (9,20 Punkte Pflicht), Rang 181
Reck: 17,25 Punkte (9,60 Punkte Pflicht – 7,65 Punkte Kür), Rang 89
Ringe: 9,40 Punkte (9,40 Punkte Pflicht), Rang 182
Seitpferd: 9,15 Punkte (9,15 Punkte Pflicht), Rang 181
- Mintscho Todorow
Finale: 109,15 Punkte (55,05 Punkte Pflicht – 54,10 Punkte Kür), Rang 43
Barren: 17,95 Punkte (9,00 Punkte Pflicht – 8,95 Punkte Kür), Rang 71
Bodenturnen: 18,60 Punkte (9,30 Punkte Pflicht – 9,30 Punkte Kür), Rang 22
Pferdsprung: 18,35 Punkte (9,15 Punkte Pflicht – 9,20 Punkte Kür), Rang 54
Reck: 18,35 Punkte (9,30 Punkte Pflicht – 9,05 Punkte Kür), Rang 43
Ringe: 18,45 Punkte (9,35 Punkte Pflicht – 9,10 Punkte Kür), Rang 38
Seitpferd: 17,45 Punkte (8,95 Punkte Pflicht – 8,50 Punkte Kür), Rang 77
- Todor Todorow
Finale: 103,20 Punkte (52,25 Punkte Pflicht – 50,95 Punkte Kür), Rang 83
Barren: 18,20 Punkte (9,00 Punkte Pflicht – 9,20 Punkte Kür), Rang 54
Bodenturnen: 18,05 Punkte (9,30 Punkte Pflicht – 8,75 Punkte Kür), Rang 47
Pferdsprung: 18,05 Punkte (9,05 Punkte Pflicht – 9,00 Punkte Kür), Rang 87
Reck: 15,55 Punkte (8,40 Punkte Pflicht – 7,15 Punkte Kür), Rang 139
Ringe: 17,45 Punkte (8,80 Punkte Pflicht – 8,65 Punkte Kür), Rang 94
Seitpferd: 15,90 Punkte (7,70 Punkte Pflicht – 8,20 Punkte Kür), Rang 111
- Ilija Topalow
Finale: 94,35 Punkte (50,30 Punkte Pflicht – 44,05 Punkte Kür), Rang 140
Barren: 15,75 Punkte (9,25 Punkte Pflicht – 6,50 Punkte Kür), Rang 152
Bodenturnen: 17,90 Punkte (9,10 Punkte Pflicht – 8,80 Punkte Kür), Rang 55
Pferdsprung: 15,65 Punkte (6,60 Punkte Pflicht – 9,05 Punkte Kür), Rang 166
Reck: 11,40 Punkte (6,90 Punkte Pflicht – 4,50 Punkte Kür), Rang 169
Ringe: 18,50 Punkte (9,30 Punkte Pflicht – 9,20 Punkte Kür), Rang 35
Seitpferd: 15,15 Punkte (9,15 Punkte Pflicht – 6,00 Punkte Kür), Rang 127

Mannschaftsmehrkampf
- Nikolaj Atanassow, Dimitar Jordanow, Wasil Konstantinow, Nikolaj Milew, Stojan Stojanow, Mintscho Todorow, Todor Todorow und Ilija Topalow
Finale: 540,90 Punkte (273,85 Punkte Pflicht / 267,05 Punkte Kür), Rang 9

#### Frauen
Einzelmehrkampf
- Stojanka Angelowa
Finale: 64,85 Punkte (31,72 Punkte Pflicht – 33,13 Punkte Kür), Rang 110
Bodenturnen: 16,63 Punkte (8,63 Punkte Pflicht – 8,00 Punkte Kür), Rang 110
Pferdsprung: 13,33 Punkte (5,93 Punkte Pflicht – 7,40 Punkte Kür), Rang 129
Schwebebalken: 17,10 Punkte (8,40 Punkte Pflicht – 8,70 Punkte Kür), Rang 68
Stufenbarren: 17,79 Punkte (8,76 Punkte Pflicht – 9,03 Punkte Kür), Rang 34
- Iwanka Dolschewa
Finale: 72,81 Punkte (36,52 Punkte Pflicht – 36,29 Punkte Kür), Rang 18
Bodenturnen: 18,02 Punkte (9,06 Punkte Pflicht – 8,96 Punkte Kür), Rang 30
Pferdsprung: 18,03 Punkte (9,20 Punkte Pflicht – 8,83 Punkte Kür), Rang 49
Schwebebalken: 18,10 Punkte (8,90 Punkte Pflicht – 9,20 Punkte Kür), Rang 22
Stufenbarren: 18,66 Punkte (9,36 Punkte Pflicht – 9,30 Punkte Kür), Rang 10
- Rajna Grigorowa
Finale: 70,18 Punkte (35,76 Punkte Pflicht – 34,42 Punkte Kür), Rang 49
Bodenturnen: 18,03 Punkte (9,23 Punkte Pflicht – 8,80 Punkte Kür), Rang 28
Pferdsprung: 16,73 Punkte (8,80 Punkte Pflicht – 7,93 Punkte Kür), Rang 108
Schwebebalken: 17,46 Punkte (8,73 Punkte Pflicht – 8,73 Punkte Kür), Rang 51
Stufenbarren: 17,96 Punkte (9,00 Punkte Pflicht – 8,96 Punkte Kür), Rang 30
- Jordanka Jowkowa
Finale: 66,37 Punkte (34,55 Punkte Pflicht – 31,82 Punkte Kür), Rang 98
Bodenturnen: 16,60 Punkte (8,60 Punkte Pflicht – 8,00 Punkte Kür), Rang 111
Pferdsprung: 17,16 Punkte (9,13 Punkte Pflicht – 8,03 Punkte Kür), Rang 100
Schwebebalken: 15,02 Punkte (7,96 Punkte Pflicht – 7,06 Punkte Kür), Rang 120
Stufenbarren: 17,59 Punkte (8,86 Punkte Pflicht – 8,73 Punkte Kür), Rang 42
- Penka Prissadaschka
Finale: 62,91 Punkte (35,69 Punkte Pflicht – 27,22 Punkte Kür), Rang 122
Bodenturnen: 17,56 Punkte (9,06 Punkte Pflicht – 8,50 Punkte Kür), Rang 61
Pferdsprung: 18,06 Punkte (9,30 Punkte Pflicht – 8,76 Punkte Kür), Rang 44
Schwebebalken: 12,16 Punkte (8,83 Punkte Pflicht – 3,33 Punkte Kür), Rang 132
Stufenbarren: 15,13 Punkte (8,50 Punkte Pflicht – 6,63 Punkte Kür), Rang 120
- Saltirka Spassowa
Finale: 72,30 Punkte (36,38 Punkte Pflicht – 35,92 Punkte Kür), Rang 19
Bodenturnen: 17,46 Punkte (9,03 Punkte Pflicht – 8,43 Punkte Kür), Rang 71
Pferdsprung: 18,29 Punkte (9,33 Punkte Pflicht – 8,96 Punkte Kür), Rang 27
Schwebebalken: 17,96 Punkte (8,76 Punkte Pflicht – 9,20 Punkte Kür), Rang 26
Stufenbarren: 18,59 Punkte (9,26 Punkte Pflicht – 9,33 Punkte Kür), Rang 12
- Zwetanka Stantschewa
Finale: 73,67 Punkte (36,78 Punkte Pflicht – 36,89 Punkte Kür), Rang 16
Bodenturnen: 18,36 Punkte (9,16 Punkte Pflicht – 9,20 Punkte Kür), Rang 15
Pferdsprung: 18,06 Punkte (9,16 Punkte Pflicht – 8,90 Punkte Kür), Rang 44
Schwebebalken: 18,39 Punkte (9,03 Punkte Pflicht – 9,36 Punkte Kür), Rang 18
Stufenbarren: 18,86 Punkte (9,43 Punkte Pflicht – 9,43 Punkte Kür), Rang 6
- Wassilka Stantschewa
Finale: 71,64 Punkte (36,39 Punkte Pflicht – 35,25 Punkte Kür), Rang 29
Bodenturnen: 17,43 Punkte (9,10 Punkte Pflicht – 8,33 Punkte Kür), Rang 73
Pferdsprung: 18,36 Punkte (9,40 Punkte Pflicht – 8,96 Punkte Kür), Rang 25
Schwebebalken: 17,63 Punkte (8,73 Punkte Pflicht – 8,90 Punkte Kür), Rang 46
Stufenbarren: 18,22 Punkte (9,16 Punkte Pflicht – 9,06 Punkte Kür), Rang 19

Gruppen-Gymnastik
- Stojanka Angelowa, Iwanka Dolschewa, Rajna Grigorowa, Jordanka Jowkowa, Penka Prissadaschka, Saltirka Spassowa-Tarpowa, Zwetanka Stantschewa und Wassilka Stantschewa
Finale: 66,80 Punkte, Rang 12

Mannschaftswertung
- Stojanka Angelowa, Iwanka Dolschewa, Rajna Grigorowa, Jordanka Jowkowa, Penka Prissadaschka, Saltirka Spassowa-Tarpowa, Zwetanka Stantschewa und Wassilka Stantschewa
Finale: 493,77 Punkte (426,97 Individualpunkte – 66,80 Punkte Gruppengymnastik), Rang 7